# Tertön

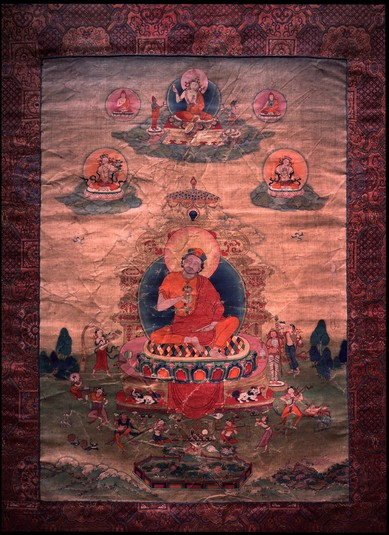

Con il termine tibetano tertön (གཏེར་སྟོན, gter ston,  "rivelatore dei Tesori") si appellano in quella lingua alcuni maestri religiosi di quelle regioni, i quali avrebbero posseduto le capacità di scoprire i gter-ma  nascosti in varie località del Tibet, nel corso dell'ultima parte del primo periodo di diffusione del buddismo (sna dar སྣ་དར, "diffusione iniziale"), quindi tra l'VIII e il IX secolo, affinché sfuggissero alle persecuzioni del re Glang Dar-ma (གླང་དར་མ, Langdarma, regno: 836-842) a loro tempo profetizzate.
Questa credenza, e il relativo termine che la indica, gter ston, attiene essenzialmente a due sistemi religiosi tibetani: la tradizione buddista detta rnying-ma (རྙིང་མ་, "Antica") e la tradizione non buddista detta bon (བོན).